# John Fullerton
Sir John Reginald Thomas Fullerton (Thrybergh, 10 agosto 1840 – 29 giugno 1918) è stato un ammiraglio inglese.

## Biografia
Era l'unico figlio del reverendo Weston Fullerton, un rampollo della nobiltà terriera. Suo padre morì nel 1843, nel 1853 entrò nella Royal Navy come guardiamarina.

## Carriera
Nel 1861 è stato promosso a tenente e nel 1862 entrò a far parte della fregata corazzata HMS Defence, una nave della Channel Fleet. Dal 18 agosto al 14 dicembre 1864 è stato un tenente supplementare sulla HMS Bombay. La nave è stata distrutta in un incendio accidentale durante il tiro al bersaglio nei pressi di Flores Island, al largo di Montevideo, con la perdita di una novantina tra ufficiali e soldati .
Nel 1865 fu trasferito sul HMS Narcissus e il 10 marzo 1870 fu trasferito sul HMS Volage. Il 5 febbraio 1872, Fullerton è stato promosso al grado di comandante.
Nel 1875 fu trasferito sul yacht reale HMY Victoria and Albert II come secondo in comando sotto Hugh Cambell. È stato promosso a capitano il 10 gennaio 1878 e il 18 gennaio 1883 fu trasferito sul HMS Sapphire. Tuttavia, il 15 ottobre 1884 gli fu affidato il comando del yacht reale HMY Victoria and Albert II, una posizione che ha mantenuto fino al 1901. Il 1 gennaio 1893 è stato promosso a contrammiraglio e aiutante di campo della regina. Il 13 luglio 1899 è stato promosso a vice ammiraglio. Il 25 febbraio 1901 è stato nominato aiutante di campo navale di Edoardo VII.
Il 15 marzo 1904 si ritirò con il grado di ammiraglio.

## Matrimonio
Sposò, il 18 giugno 1874, Ada Capell (?-17 agosto 1922), figlia del tenente colonnello Edward Samuel Capell, che era un nipote di William Capell, IV conte di Essex. Ebbero due figli:
- Judith Fullerton, sposò Sidney Meyrick[14], non ebbero figli;
- Eric Fullerton (1878-1962), sposò Dorothy Sibilla Fisher[15].